# Sijucavernicus kempi
Sijucavernicus kempi is een hooiwagen uit de familie Assamiidae.